# Каннер, Оскар
Оскар Георг Каннер (нем. Oscar Georg Kanner; 5 мая 1896, Шлеттау, Австро-Венгрия, ныне Слатина, район Свитави, Чехия — 14 августа 1965, Ашвилл, штат Северная Каролина) — американский патолог австрийского происхождения.
Сын Зигмунда Каннера (1871—?), экономиста, известного своей докторской диссертацией «Лотерея в Австрии» (нем. Das Lotto in Österreich; 1898), в которой наряду с историей вопроса обсуждаются возможные усовершенствования соответствующей сферы, и пианистки, музыкального педагога Хедвиг Каннер, во втором браке жены пианиста Морица Розенталя.
Окончил медицинский факультет Венского университета (1921), в 1921—1924 гг. стажировался в Вене и Вюрцбурге, затем на протяжении двух лет в Венской центральной больнице под руководством Юлиуса Хохенегга. В 1927—1931 гг. в США, работал патологоанатомом в больницах в Мейконе и Майами. В 1931—1933 гг. стажировался в Париже в Пастёровском институте. Вернувшись в США, работал на стоматологическом отделении Университета Лойолы в Чикаго, где в 1938 году получил магистерскую степень. В 1939—1940 гг. занимался разработкой лабораторного оборудования в Чикаго, затем в течение двух лет работал в психиатрической больнице в Хейстингсе (штат Небраска), далее в больницах в Гарднере (Массачусетс), Джексоне (Миссисипи), Напе (Калифорния), Ла-Кроссе (Висконсин, 1945—1948), Паркерсберге (Западная Виргиния, 1948—1950); с 1950 г. и до конца жизни главный патолог и руководитель радиологического отделения больницы для ветеранов войны в Ашвилле. С 1940 г. гражданин США.
Основные достижения Каннера связаны с уточнением различных математических методов, применяемых в патологической анатомии. В частности, определённое значение имела статья Каннера «Ошибки измерений в клинической спектрофотометрии» (англ. Measurement errors in Clinical Spectrophotometry; 1958).
Был женат на Рене́ Ранценхофер (1900—1961), дочери художника Эмиля Ранценхофера.